# (21746) Carrieshaw
(21746) Carrieshaw (1999 RZ169) – planetoida z pasa głównego asteroid okrążająca Słońce w ciągu 3,5 lat w średniej odległości 2,3 j.a. Odkryta 9 września 1999 roku.